# Magnesiumstearat
Magnesiumstearat ist das Magnesiumsalz der Stearinsäure und gehört zu den Kalkseifen.
Es wird aus Fetten und Ölen unter Spaltung ihrer Glyceride mittels Magnesium, Seifen und Glycerin gewonnen.
Magnesiumstearat wird zum Beispiel in der pharmazeutischen Industrie als Hilfsmittel zur Tabletten- oder Granulatherstellung verwendet.
Magnesiumstearat wird auch in einigen Süßigkeiten verwendet.
Magnesiumstearat kann sowohl aus Fetten tierischer als auch pflanzlicher Herkunft hergestellt werden. Oft wird Soja-, Raps- oder Maiskeimöl verwendet.

## Eigenschaften
Magnesiumstearat enthält in seiner Verwendungsform in der pharmazeutischen Industrie noch geringe Mengen weiterer Magnesiumsalze z. B. der Palmitinsäure und Ölsäure. Insgesamt ergibt sich ein feines, fast geruchsloses weißes Pulver, das sich fettig anfühlt. Die Löslichkeit in Wasser und Ethanol ist praktisch nicht vorhanden.
Magnesiumstearat zeigt Eigenschaften, die es als Schmiermittel sehr geeignet machen. Zum einen hat es eine lamellare Kristallstruktur, die die interne Reibung des Stoffes stark reduziert. Weiterhin hat es eine sehr geringe Partikelgröße von 3 bis 15 µm. Magnesiumstearat lagert sich an der Oberfläche anderer Partikel einer Pulvermischung an und reduziert so deren Reibung untereinander und zu externen Oberflächen, z. B. einer Tablettenpresse.